# Out from Out Where
Out From Out Where è il quinto album discografico in studio del DJ brasiliano Amon Tobin, pubblicato nel 2002.

## Tracce
1. Back from Space – 4:52
2. Verbal (feat. MC Decimal R.) – 3:55
3. Chronic Tronic – 6:07
4. Searchers – 5:45
5. Hey Blondie – 4:31
6. Rosies – 5:22
7. Cosmo Retro Intro Outro – 4:07
8. Triple Science – 4:48
9. El Wraith – 5:59
10. Proper Hoodidge – 5:25
11. Mighty Micro People – 5:48